# 수녀 연구
수녀 연구(Nun Study)는 미국의 수녀원에서 실시되는, 가족 배경은 다르지만 생활 습관이 같은 천주교 수녀님들을 대상으로 한 종단적 연구이다. 알츠하이머병 치매 연구에 귀중한 자료를 제공하고 있다.

## 같이 보기
- 쌍둥이 연구